# Wehl
Wehl è una località dei Paesi Bassi situata nella municipalità di Doetinchem, nella provincia della Gheldria. Fino al 2004 costituiva, insieme a Nieuw-Wehl, un comune autonomo.